# سعيد عويطة
سعيد عويطة (مواليد 2 نوفمبر 1959) هو عداء مغربي سابق، حصل على ذهبية 5000 متر في دورة الألعاب الأولمبية الصيفية عام 1984 وفاز سنة 1987 ببطولة العالم في العاب القوى، فضلا عن ال 3000 متر في عام 1989 لألعاب القوى بطولة العالم للصالات المغلقة. حطم عويطة الأرقام القياسية العالمية لسباقات 1500 متر (3.29.46 د عام 1985) و2000 م (4.50.81 د عام 1987) وثلاثة آلاف م (7.29.45 د عام 1989) وخمسة آلاف م (13.00.40 د عام 1985، و12.58.39 د عام 1987).
ويعد واحدا من أبرز الأبطال العرب في الأحداث الأولمبية الرياضية الكبيرة.

## النشأة
وُلِد سعيد عويطة في 2 نوفمبر 1959 في القنيطرة. وبعد تسع سنوات، انتقل مع عائلته إلى فاس بسبب طبيعة عمل والده. وكطفل، قضى معظم وقته في لعب كرة القدم وأراد أن يكون لاعب كرة قدم رائعًا؛ ومع ذلك، فإن مهاراته المتميزة في الجري جعلت مدربيه يتوقعون له مستقبلًا رائعًا في ألعاب القوى.

## مسيرته

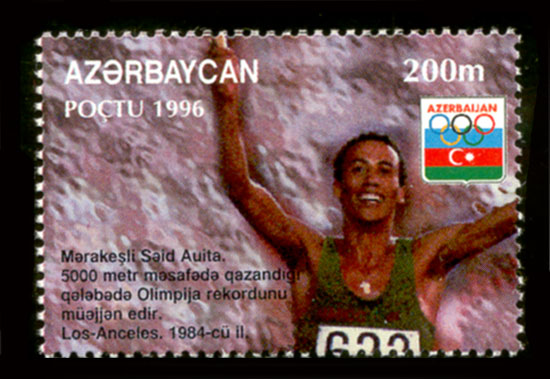
طابع بريد أذربيجاني

بدأ عويطة مسيرته بخطوةٍ لافتةٍ بفوزه ببرونزية بطولة العالم لمسافة 1500 متر عام 83 قبل أن يحقق الإنجاز التاريخي في ألعاب لوس أنجلوس الأولمبية عام 1984 عندما طوَّق عنقه بالذهب الأولمبي، وكان حدثا عربيا بارزا، كرَّس سعيد عويطة بعدها سيطرته على مضامير ألعاب القوى في الثمانينات بأن فاز ببطولة العالم عام 87 في روما، وحطَّم الرقم القياسي العالمي للخمسة آلاف متر ليصبح أول رجل ينزل تحت حاجز الـ 13 دقيقة.
حاول تكرار إنجاز لوس أنجلوس في سول عام 88، لكنه اكتفى بالبرونزية في سباق الـ 800 متر، قبل أن يختتم مسيرته الناجحة مع ألعاب القوى بلقب عالمي داخل القاعات في سباق 3 آلاف متر عام 89 بعد أن أجبرته إصابةٌ التنحي، ولكن الأضواء أبت أن تترك هذا البطل، فعاد اسمه في كل مرة إلى سطح الأحداث، مرةً لتاريخه الحافل بالإنجازات، ومراتٍ متعددة لآرائه ومواقفه، وأخرى لأسبابٍ خفية معلومة، كما كان الحال مؤخراً عندما تعاقد مع المعهد الأسترالي للرياضة، وما تبع ذلك من حملات تشكيك في سيرته الذاتية.

### نشاطه بعد الاعتزال
قبل اعتزاله ترشح في سنوات الثمانينات للانتخابات البرلمانية، لكنه فشل في الفوز بمقعد تحت قبة مجلس النواب. سنة 1993، مباشرة بعد نهاية مسيرته عام 1992، أشرف على تدريب العدائين في المغرب. لكنه سرعان ما أقيل من منصبه في أكتوبر من نفس السنة.
وقع على عقد مدته ثلاثة اعوام في يوليو مع معهد الرياضة الأسترالي بعد أن رفض عرضا بالتدريب في الولايات المتحدة. ولكن التشويشات لاحقته من جهات مجهولة بالتشويش على عقده مع اللجنة الرياضية الأسترالية التي تلقت بلاغات عن مزاعم في أهليته، فأعطت اللجنة الرياضية أوامرها في وقت لاحق بالتحقيق في خلفيته التدريبية بعد مزاعم بان عويطة بالغ في تقييم نجاحاته التدريبية. ونفى عويطة المزاعم وبرئت ساحته يوم الأربعاء، وسمح له بتولي مهام وظيفته كاملة في بداية أكتوبر 2002، وفي سنة 2005 تم توسيع العقد للأشرف أيضا على الإدارة الفنية للمنتخب الأسترالي عام 2005.
يوم 3 سبتمبر 2008 أعلن الاتحاد المغربي لألعاب القوى تعيين سعيد عويطة مديرا فنيا للمنتخب المغربي خلفا لمصطفى عوشار. إلا أن الاتحاد لم يلبت أن أعلن عن إقالته يوم 20 مارس 2009 بعد خلافات بينه وبين الجامعة الملكية حول صلاحياته.
كما عمل كمحلل رياضي بقناة الجزيرة القطرية في مواكبة التظاهرات الأولمبية، واتهمته الجامعة الملكية بشن هجوم عليها من خلال القناة. توجه بعدها للأردن للإشراف على التدريب.
في سنة 2012 تكريما لإنجازاته في عالم الأولمبياد والأرقام القياسية التي سطرت آنذاك تحت اسمه، تم إطلاق اسم سعيد عويطة على محطتين «خريطة الأساطير الأولمبية تحت الأرض» لمترو الأنفاق في لندن، احتفالا أولمبياد لندن.
يمتلك شركة للألبسة واللوزام الرياضية يوجد مقرها في الولايات المتحدة الأمريكية.

## الأرقام القياسية العالمية
| التاريخ       | الإنجاز  | نوع الرياضة | المكان  |
| 23 أغسطس 1985 | 46'29'3  | 1500 متر    | برلين   |
| 16 يوليو 1987 | 81'50'4  | 2000 متر    | باريس   |
| 20 أغسطس 1989 | 45'29'7  | 3000 متر    | كولونيا |
| 28 مايو 1987  | 45'13'8  | 2 أميال     | تورين   |
| 27 يوليو 1985 | 40'00'13 | 5000 متر    | أوسلو   |
| 22 يوليو 1987 | 39'58'12 | 5000 متر    | روما    |

## ميداليات
- الميدالية الذهبية في ألعاب لوس أنجلوس الأولمبية 1984 (5000 م)
- الميدالية البرونزية في ألعاب سول الأولمبية 1988 (800 م)
- بطل العالم 1987 (5000 م).
- بطل العالم داخل القاعة عام 1989 (3000 م)

## روابط خارجية
- سعيد عويطة على موقع الاتحاد الدولي لألعاب القوى (الإنجليزية)
- سعيد عويطة على موقع رابطة إحصائيات سباق الطريق (الإنجليزية)
- سعيد عويطة على موقع اللجنة الأولمبية الدولية (الإنجليزية)
- سعيد عويطة على موقع أوليمبيديا (الإنجليزية)
- سعيد عويطة على موقع اللجنة الأولمبية المغربية (الفرنسية)